# Wilhelm Kisch (Jurist)

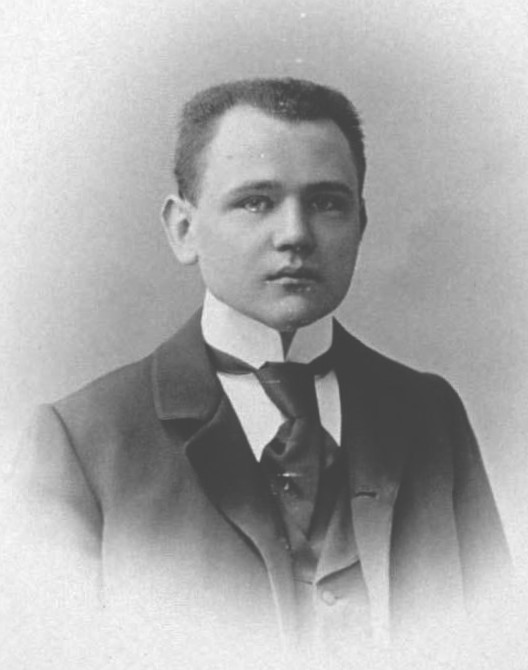
Wilhelm Kisch, 1902

Wilhelm Kisch (* 12. Dezember 1874 in Diedolshausen im Oberelsass; † 9. März 1952 in München) war ein deutscher Jurist und Professor für Zivilrecht an der Ludwig-Maximilians-Universität München. 

## Leben und Wirken
Der Sohn des Zollbeamten Kisch besuchte die Gymnasien in Metz und Saargemünd bis 1893 und studierte Jura in Straßburg i. E. Er legte 1897 das I. Staatsexamen ab, promovierte und habilitierte sich an der Universität Straßburg. 1901 absolvierte er die Assessorenprüfung und wurde 1902 dort zum Professor für Bürgerliches und Prozessrecht ernannt. Er wechselte 1916 nach München; Rufe nach Erlangen, Würzburg, Prag und Berlin lehnte er danach ab. Er hat zahlreiche Werke über Bürgerliches Recht, Zivilprozessrecht, Insolvenzrecht, Versicherungsrecht und Patentrecht verfasst. Für die Versicherungswirtschaft war er als Gutachter tätig, 1940 legte er eine Jubiläumsschrift für die Allianz-Versicherung vor.
Kisch war am 26. Juni 1933 Mitbegründer und Stellvertretender Präsident der Akademie für Deutsches Recht unter Hans Frank, dessen Lehrer er gewesen ist, darin Vorsitzender des Ausschusses für bürgerliche Rechtspflege, Vorsitzender der deutschen Arbeitsgemeinschaft für gewerklichen Rechtsschutz und Urheberrecht sowie Mitglied im Ausschuss für Rechtsphilosophie.
1935 trat er angeblich aus gesundheitlichen Gründen (Hüftprobleme seit der Kindheit) vom Lehramt zurück und gab seine Vorlesungen auf. 1937 beendete er seine Tätigkeit als Stellvertretender Präsident in der Akademie. Sein Nachfolger wurde Carl August Emge. Am 30. Oktober 1937 wurde Wilhelm Kisch mit der Goethe-Medaille für Kunst und Wissenschaft ausgezeichnet. Im Jahre 1939 war Kisch einer von vielen Autoren in der Festschrift für den Führer zum 50. Geburtstag. Der Titel seines Beitrages lautete "Zivilprozeßrecht".
Eine Mitgliedschaft in der NSDAP hatte er nach eigenen Angaben des Jahres 1946 abgelehnt. Nach seinen eigenen Aussagen (1947) hat er mit seiner Tätigkeit eine gemäßigte Richtung unterstützen und zu radikale Reformen (Vorschläge der Kieler Schule) verhindern wollen. Die nationalsozialistischen Reformpläne für die Aktiengesellschaft, die GmbH und die Genossenschaft wurden in den Ausschüssen zurückgewiesen.
Nach Ende des Zweiten Weltkriegs wurde er bei seinem Entnazifizierungsverfahren zunächst als Hauptschuldiger angeklagt. Seine Verteidigungsschrift wurde beim Spruchkammerverfahren, in dem er von Fritz Ostler verteidigt wurde, anerkannt, und er wurde als Nichtbetroffener eingestuft.
Zu seinen Straßburger Studenten gehörte Robert Schuman.

## Schriften (Auswahl)
- Die Arbeiten der Akademie für Deutsches Recht. Rede d. Herrn Geheimrat Professor Dr. Wilhelm Kisch anläßl. d. Internat. Kongresses f. gewerbl. Rechtsschutz am 2. Juni 1936.
- Der deutsche Rechtslehrer, 1939.
- Der Versicherungsschein, zugleich ein Beitrag zu der Lehre von dem Vertragsschluß und den rechtserheblichen Urkunden (= Abhandlungen der Akademie der Wissenschaften und der Literatur. Geistes- und sozialwissenschaftliche Klasse. Jahrgang 1951, Band 13).